# Алектра Блу
Але́ктра Блу (англ. Alektra Blue, нар. 9 червня 1983 року) — американська порноакторка. 
Народилась у Фініксі, Аризона. Дитинство провела в Далласі, Техас. З січня 2005 року увійшла в порноіндустрію. Була в шлюбі з виконавцем і режисером Пітом Майне, зараз розлучена. У квітні 2008 стала «Кішечкою місяця» журналу Penthouse.

## Нагороди
- 2006 F.A.M.E. Award — Favorite Rookie Starlet of the Year
- 2008 AVN Award Best All-Girl Sex Scene-Video (з Софією Санті, Семмі Роудс, Енджи Севедж і Лексі Тайлер)
- 2010 AVN Award — Best Group Sex Scene — 2040